# Prästeståndets ledamöter vid riksdagen 1850–1851
Vid riksdagen 1850–1851 ingick följande ledamöter i prästeståndet.
Biskoparna och pastor primarius i Stockholm var självskrivna, medan övriga präster utsågs för respektive stift. Prästerskapet i Stockholms stad utsåg egna företrädare. Därtill skulle universiteten samt Vetenskapsakademien utse riksdagsmän, vilka skulle ingå i prästerskapet i dess egenskap av det lärda ståndet. Uppsala och Lunds universitet skulle utse vardera minst en, högst två riksdagsmän, som skulle vara "Profeßor från de werldslige Faculteterna", medan Vetenskapsakademien skulle utse två "Ofrälse Civile Ledamöter" som riksdagsmän.
Stiften förtecknas i den ordning de anges i prästeståndets protokoll.

### Uppsala ärkestift
- Ärkebiskop Carl Fredrik af Wingård
- Carl Fredrik Björkman
- Johan Erik Forssell
- Henrik Gerhard Lindgren
- Abraham Nordström
- Emanuel Schram

### Linköpings stift
- Biskop Johan Jacob Hedrén (frånvarande)
- Per Conrad Arosenius
- Anders Jacob Broman
- Anders Jacob Danielsson Cnattingius
- Christian Stenhammar
- Johan Haqvin Wallman

### Skara stift
- Biskop Johan Albert Butsch (frånvarande)
- Per Hasselrot
- Sven Lundblad
- Anders Setterblad
- Natanael Wallin

### Strängnäs stift
- Biskop Hans Olof Holmström
- Thure Annerstedt
- Wilhelm Gumælius
- Anders Lagergren
- Isak Samuel Widebeck

### Västerås stift
- Biskop Christian Eric Fahlcrantz
- Carl Olof Björling
- Axel Eurén
- Isak Norström
- Esaias Magnus Tegnér
- Johan Paul Immanuel Tellbom

### Växjö stift
- Biskop Christopher Isac Heurlin
- Anders Gustaf Ahlstrand (intar sin plats 4/1 1851)[3]
- Johan Magnus Almqvist
- Anders Melander

### Lunds stift
- Biskop Wilhelm Faxe (frånvarande)
- Christian Gissel Berlin
- Jakob Nilsson Quiding
- Henrik Reuterdahl
- Johan Henrik Thomander (till 1/5 1851)[4]
  - Lars Paulus Holmberg (från 3/5 1851)

### Göteborgs stift
- Biskop Anders Bruhn (frånvarande)
- Sven Peter Broberg
- Karl Erik Lindberg
- Samuel Lorentz Ljungdahl

### Kalmar stift
- Biskop Anders Carlsson af Kullberg (frånvarande)
- Johan Israel Melén
- Anders Sandberg

### Karlstads stift
- Biskop Carl Adolph Agardh (frånvarande)
- Olof Arrhenius
- Jöns Kristoffer Söderberg

### Härnösands stift
- Biskop Israel Bergman
- Anders Abraham Grafström
- Carl Johan Holm
- Adolf Säve

### Visby stift
- Biskop Carl Erik Hallström
- Mattias Klintberg
- Daniel Söderberg

### Stockholms stad
- Pastor primarius Abraham Zacharias Pettersson
- Johan Vilhelm Beckman
- Mårten Christoffer Bergvall
- Josef Wallin

### Uppsala universitet
- Fredrik Ferdinand Carlson

### Lunds universitet
- Mortimer Agardh

### Vetenskapsakademien
- Nils Haqvin Selander
- Peter Fredrik Wahlberg